# أن 700 أس سيريس شينكانسن
أن 700 سيريس شينكانسن هو قطار شينكانسن فائق السرعة ياباني دخل الخدمة في 2020.